# نورمان روبرتسون
نورمان روبرتسون هو متسابق يخت كندي، ولد في 26 أغسطس 1897 في هاميلتون في كندا، وتوفي في 14 نوفمبر 1975.

## وصلات خارجية
- نورمان روبرتسون على موقع أوليمبيديا (الإنجليزية)